# Rhaphium jamalensis
Rhaphium jamalensis är en tvåvingeart som beskrevs av Negrobov 1986. Rhaphium jamalensis ingår i släktet Rhaphium och familjen styltflugor. Inga underarter finns listade i Catalogue of Life.